# Cocal Estate-Mayaro
Cocal Estate-Mayaro es una localidad de Trinidad y Tobago, que forma parte de la región de Mayaro-Rio Claro.

## Geografía
La localidad abarca parte de la isla Trinidad y limita al norte con Plum Mitan y Manzanilla (ambas localidades pertenecientes a la región de Sangre Grande), al sur con Union Village, Mafeking y Ortoire, al este con el Atlántico y al oeste con Biche.

## Demografía
Datos demográficos de la localidad de Cocal Estate-Mayaro:
| Gráfica de evolución demográfica de Cocal Estate-Mayaro entre 2000 y 2011 |
|                                                                           |